# 卡门·阿尔沃奇
卡门·阿尔沃奇·巴塔列尔（西班牙語：Carmen Alborch Bataller，1947年10月31日—2018年10月24日）是西班牙巴伦西亚省出身的女性权利活动家、西班牙工人社会党政治人物，前西班牙文化大臣。

## 生平
1947年出生于巴伦西亚省卡斯特略德鲁加特。早年移居巴伦西亚。毕业于華倫西亞大學法学院，后留校担任商法学教授，后来升任法学院院长。
1993年至1996年在第四次冈萨雷斯内阁中出任文化大臣。1996年大选中当选眾議院议员，代表巴伦西亚选区。1996年至2000年担任西班牙广播电视台管控委员会主席，2004年至2008年担任众议院女性权利与平等委员会主席。她出版了关于性别议题的书籍，如《单身女性》、《坏女人》等。2007年参与瓦倫西亞市长选举，但最终落选。
2018年10月24日因癌症逝世。

## 荣誉
- 大十字级卡洛斯三世勋章（1996年）[7]
- 大十字级民事功勋勋章（2016年）[8]
- 罗萨·曼萨诺奖（2007年）[9]

## 著作
- Alborch, Carmen. . Ediciones Temas de Hoy, S.A. 1999. ISBN 978-84-7880-968-4.
- Alborch, Carmen. . Aguilar. 2002. ISBN 978-84-03-09294-5.
- Alborch, Carmen. . Aguilar. 2004. ISBN 978-84-03-09507-6.
- Alborch, Carmen. . RBA Libros. 2009. ISBN 978-84-9867-655-6.
- Alborch, Carmen. . Espasa Libros. 2014. ISBN 978-84-6704-146-0.